# Morzysław (gromada)
Morzysław (do 31 XII 1957 Niesłusz) – dawna gromada, czyli najmniejsza jednostka podziału terytorialnego Polskiej Rzeczypospolitej Ludowej w latach 1954–1972.
Gromady, z gromadzkimi radami narodowymi (GRN) jako organami władzy najniższego stopnia na wsi, funkcjonowały od reformy reorganizującej administrację wiejską przeprowadzonej jesienią 1954 do momentu ich zniesienia z dniem 1 stycznia 1973, tym samym wypierając organizację gminną w latach 1954–1972.
Gromadę Morzysław z siedzibą GRN w Morzysławiu (obecnie w granicach Konina) utworzono 1 stycznia 1958  w powiecie konińskim w woj. poznańskim związku z przeniesieniem siedziby GRN gromady Niesłusz z Niesłusza do Morzysławia i zmianą nazwy jednostki na gromada Morzysław. Równocześnie do nowo utworzonej gromady Morzysław włączono miejscowości Długa Łąka, Grójec, Laskówiec, Laskówiec kolonia, Rudzica, Rudzica leśniczówka, Rudzica kolonia, Wola Podłężna, Wola Podłężna I i Wola Podłężna II ze zniesionej gromady Rudzica w tymże powiecie. Dla gromady ustalono 27 członków gromadzkiej rady narodowej.
Gromadę zniesiono 31 grudnia 1967/1 stycznia 1968, a jej obszar włączono do gromad Gosławice (miejscowości Międzylesie (z wyjątkiem terenów baz transportowych i ogródków działkowych) i Międzylesie-Kolonia) i  Grąblin [Licheń Stary] (miejscowości Grójec, Laskówiec, Laskówiec-Kolonia, Morzysław-Kolonia, Długa Łęka-Leśniczówka, Rudzica, Rudzica-Kolonia, Rudzica-Leśniczówka, Wola Podłężna, Wola Podłężna-Kolonia i Wola Podłężna-Folwark) oraz do miasta Konina (miejscowości Glinka-Cegielnia, Glinka-Folwark, Glinka-Osiedle, Kurów, Marantów, Morzysław i Niesłusz, teren kopalni węgla brunatnego "Konin" oraz część terenu miejscowości Międzylesie obejmującą tereny baz transportowych i ogródków działkowych) – w tymże powiecie.